# パーティーは終わった
『パーティーは終わった』（パーティーはおわった）は、BeeTVにて2011年2月1日より配信されたドラマ。1人の女性と5人の男性による5つのエピソードからなるオムニバス形式のドラマ。放送時間は1話約5分。全31回。2011年6月にレンタルDVDがリリースされた。セルDVDはリリース未定。
またモバゲータウン上に、本作を題材にしたソーシャルゲーム『パーティーは終わった-胸キュン騎士(ナイト)-』を提供。BeeTVのコンテンツをソーシャルゲームとして提供するのは今回が初の事例である。

## キャスト
- 十朱：仲里依紗
- ユウビ：成宮寛貴 - Episode1「染められたい」
- ムサシ：永山絢斗[2] - Episode2「捨てたい」
- 謎の男：高岡蒼甫 - Episode3「殺されたい」
- トニー：林遣都 - Episode4「抱きしめたい」
- 鬼川としのり：小出恵介 -Episode5「後悔したい?」
- 十朱の友人：渡部豪太
- ウエイター：津田寛治
- 画廊の客：芦名星 - Episode1「染められたい」
- タップダンサー：KIKI - Episode4「抱きしめたい」

## スタッフ
- 監督：行定勲
- 脚本：伊藤ちひろ
- 主題歌：「夢の世界」MONKEY MAJIK
- 企画：セカンドサイト
- 制作：パイプライン
- プロデューサー：柳﨑芳夫、谷口達彦、鳥澤晋
- 製作・著作：BeeTV